# Gregorio VII de Constantinopla

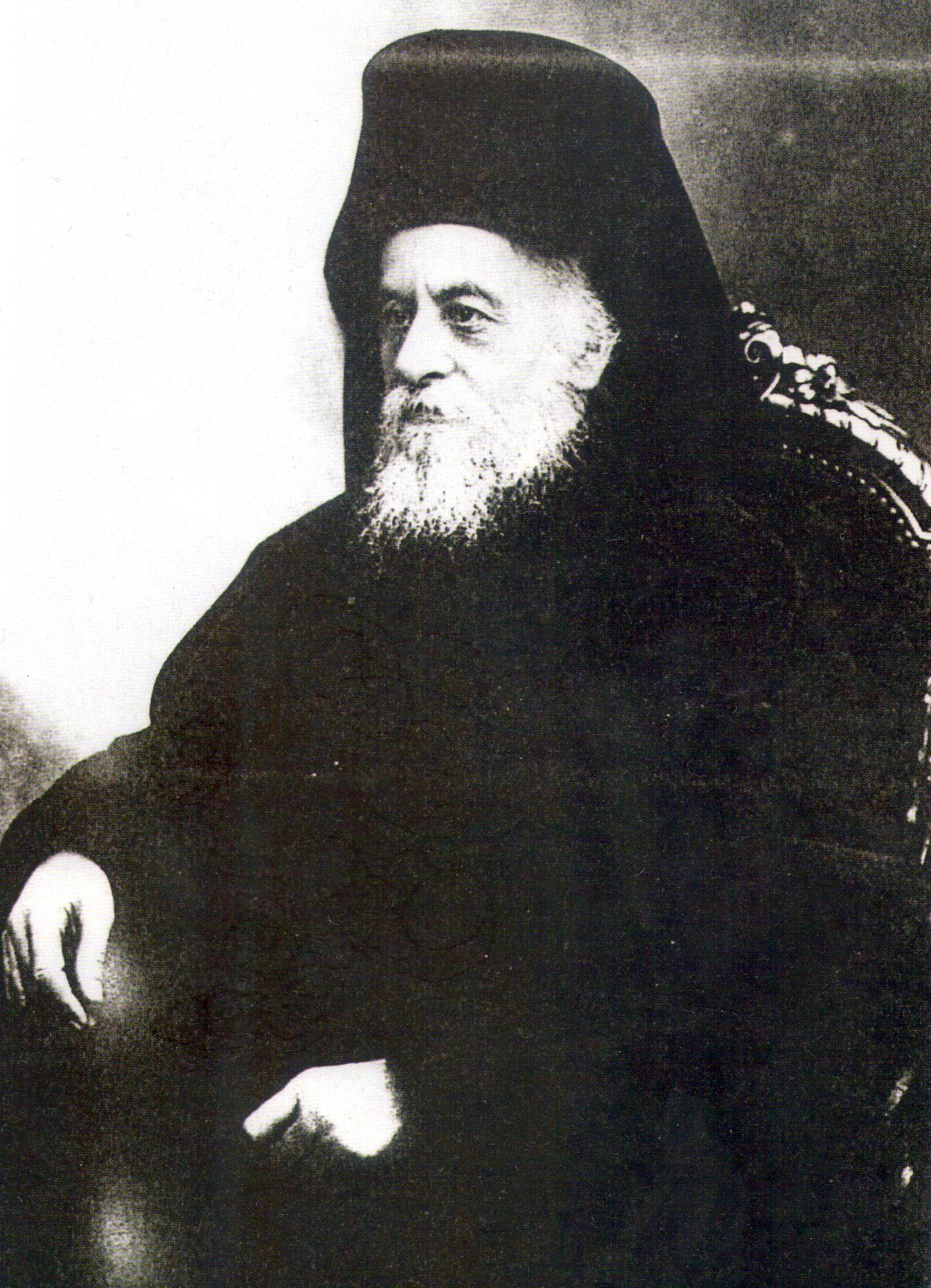
Gregorio VII

Gregorio VII (21 de septiembre de 1850, Sifnos-17 de noviembre de 1924, Estambul). Patriarca de Constantinopla desde su elección el 6 de diciembre de 1923 hasta su fallecimiento por un ataque cardíaco el 17 de noviembre de 1924.